# Fredede bygninger i Skive Kommune
Denne liste over fredede bygninger i Skive Kommune viser alle fredede bygninger i Skive Kommune, bortset fra kirker. Listen bygger på data fra Kulturarvsstyrelsen.
| Sagsnavn          | Komplekstype                   | Opførelsesår | Adresse                         | Koordinater                                 | Fredningsår (1. fredning) | ID (Link til Kulturarv.dk) | Billede     |
| ----------------- | ------------------------------ | ------------ | ------------------------------- | ------------------------------------------- | ------------------------- | -------------------------- | ----------- |
| Astrup Hovedgård  | Hovedbygning med pavillon      | 1773         | Astrup Allé 1, 7870 Roslev      | 56°40′30″N 9°05′42″Ø / 56.67490°N 9.09490°Ø |                           | 779-142710-1               | Upload foto |
| Astrup Hovedgård  | Småhus (vestre, indkørselshus) | 1800         | Astrup Allé 1, 7870 Roslev      | 56°40′30″N 9°05′42″Ø / 56.67490°N 9.09490°Ø |                           | 779-142710-6               | Upload foto |
| Astrup Hovedgård  | Småhus (østre, indkørselshus)  | 1800         | Astrup Allé 1, 7870 Roslev      | 56°40′30″N 9°05′42″Ø / 56.67490°N 9.09490°Ø |                           | 779-142710-7               | Upload foto |
| Eskjær            |                                | 1329         | Eskjærvej 21, 7870 Roslev       | 56°41′38″N 9°06′52″Ø / 56.69401°N 9.11445°Ø |                           | 779-142835-1               | Upload foto |
| Jenle             |                                | 1906         | Jenlevej 6, 7870 Roslev         | 56°39′55″N 9°05′14″Ø / 56.66519°N 9.08730°Ø |                           | 779-147720-40              | Upload foto |
| Jenle             |                                | 1906         | Jenlevej 6, 7870 Roslev         | 56°39′55″N 9°05′14″Ø / 56.66519°N 9.08730°Ø |                           | 779-147720-41              | Upload foto |
| Jenle             |                                | 1922         | Jenlevej 6, 7870 Roslev         | 56°39′55″N 9°05′14″Ø / 56.66519°N 9.08730°Ø |                           | 779-147720-42              | Upload foto |
| Jenle             |                                | 1920         | Jenlevej 6, 7870 Roslev         | 56°39′55″N 9°05′14″Ø / 56.66519°N 9.08730°Ø |                           | 779-147720-46              | Upload foto |
| Jungetgård        |                                | 1548         | Jungetgårdvej 26, 7870 Roslev   | 56°45′56″N 9°06′27″Ø / 56.76561°N 9.10756°Ø |                           | 779-144431-1               | Upload foto |
| Krabbesholm       |                                | 1524         | Krabbesholm Alle 15, 7800 Skive | 56°34′22″N 9°03′04″Ø / 56.57289°N 9.05116°Ø |                           | 779-29603-1                | Upload foto |
| Krabbesholm       |                                | 1750         | Krabbesholm Alle 15, 7800 Skive | 56°34′22″N 9°03′04″Ø / 56.57289°N 9.05116°Ø |                           | 779-29603-2                | Upload foto |
| Krabbesholm       |                                | 1750         | Krabbesholm Alle 15, 7800 Skive | 56°34′22″N 9°03′04″Ø / 56.57289°N 9.05116°Ø |                           | 779-29603-3                | Upload foto |
| Krabbesholm       |                                | 1850         | Krabbesholm Alle 15, 7800 Skive | 56°34′22″N 9°03′04″Ø / 56.57289°N 9.05116°Ø |                           | 779-29603-4                | Upload foto |
| Kås               |                                | 1634         | Kåsvej 44, 7860 Spøttrup        | 56°36′28″N 8°41′57″Ø / 56.60783°N 8.69923°Ø |                           | 779-139109-1               | Upload foto |
| Langesgaard       |                                | 1871         | Langesgårdvej 3, 7870 Roslev    | 56°41′39″N 9°05′35″Ø / 56.69407°N 9.09316°Ø |                           | 779-144563-1               | Upload foto |
| Langesgaard       |                                | 1871         | Langesgårdvej 3, 7870 Roslev    | 56°41′39″N 9°05′35″Ø / 56.69407°N 9.09316°Ø |                           | 779-144563-2               | Upload foto |
| Langesgaard       |                                | 1871         | Langesgårdvej 3, 7870 Roslev    | 56°41′39″N 9°05′35″Ø / 56.69407°N 9.09316°Ø |                           | 779-144563-3               | Upload foto |
| Langesgaard       |                                | 1934         | Langesgårdvej 3, 7870 Roslev    | 56°41′39″N 9°05′35″Ø / 56.69407°N 9.09316°Ø |                           | 779-144563-4               | Upload foto |
| Ny Spøttrupgård   | Stuehus                        | 1870         | Heden 19, 7860 Spøttrup         | 56°41′03″N 8°48′58″Ø / 56.68419°N 8.81619°Ø |                           | 779-138740-1               | Upload foto |
| Ny Spøttrupgård   | Stald                          | 1870         | Heden 19, 7860 Spøttrup         | 56°41′03″N 8°48′58″Ø / 56.68419°N 8.81619°Ø |                           | 779-138740-3               | Upload foto |
| Ny Spøttrupgård   | Lade                           | 1890         | Heden 19, 7860 Spøttrup         | 56°41′03″N 8°48′58″Ø / 56.68419°N 8.81619°Ø |                           | 779-138740-4               | Upload foto |
| Salling Østergård |                                | 1516         | Østergårdsvej 1, 7870 Roslev    | 56°45′48″N 8°59′19″Ø / 56.76344°N 8.98871°Ø |                           | 779-147672-2               | Upload foto |
| Spøttrup          |                                | 1400         | Borgen 6E, 7860 Spøttrup        | 56°38′23″N 8°46′57″Ø / 56.63970°N 8.78238°Ø |                           | 779-138172-1               | Upload foto |
| Strandet          |                                | 1798         | Strandetvej 49, 7840 Højslev    | 56°34′25″N 9°14′14″Ø / 56.57349°N 9.23724°Ø |                           | 779-82458-1                | Upload foto |
| Stårupgård        |                                | 1554         | Stårupgårdvej 10, 7840 Højslev  | 56°35′11″N 9°06′43″Ø / 56.58639°N 9.11184°Ø |                           | 779-73297-1                | Upload foto |
| Ørslev Kloster    |                                | 1350         | Hejlskovvej 15, 7840 Højslev    | 56°35′52″N 9°13′05″Ø / 56.59789°N 9.21794°Ø |                           | 779-91902-1                | Upload foto |